# Сабін (округ, Техас)
Шаблон:StateAbbr_ 31°20′ пн. ш. 93°51′ зх. д. / 31.34° пн. ш. 93.85° зх. д.
Округ Сабін (англ. Sabine County) — округ (графство) у штаті Техас, США. Ідентифікатор округу 48403.

## Історія
Округ утворений 1837 року.

## Демографія
За даними перепису 2000 року загальне населення округу становило 10469 осіб, усе сільське. Серед мешканців округу чоловіків було 5055, а жінок — 5414. В окрузі було 4485 домогосподарств, 3156 родин, які мешкали в 7659 будинках. Середній розмір родини становив 2,78.
Віковий розподіл населення поданий у таблиці:
| Стать    | До 15 років | 15-21 | 22-29 | 30-39 | 40-49 | 50-65 | 65-85 | Понад 85 |
| -------- | ----------- | ----- | ----- | ----- | ----- | ----- | ----- | -------- |
| Чоловіки | 880         | 340   | 350   | 541   | 589   | 1110  | 1141  | 104      |
| Жінки    | 920         | 404   | 346   | 580   | 618   | 1181  | 1187  | 178      |

## Суміжні округи
- Шелбі — північ
- Сабін, Луїзіана — схід
- Ньютон — південь
- Джеспер — південний захід
- Сан-Августин — захід

## Виноски
1. ↑  U.S. Decennial Census. United States Census Bureau. Процитовано 10 травня 2015.
2. ↑  Texas Almanac: Population History of Counties from 1850–2010 (PDF). Texas Almanac. Процитовано 10 травня 2015.
3. ↑  State & County QuickFacts. United States Census Bureau. Архів оригіналу за 29 серпня 2011. Процитовано 24 грудня 2013.(англ.) Наведено за англійською вікіпедією.
4. ↑  American FactFinder. Бюро перепису населення США. Архів оригіналу за 26 лютого 2012. Процитовано 31 січня 2008.

| США | Це незавершена стаття з географії США. Ви можете допомогти проєкту, виправивши або дописавши її. |